# Strada statale 373 di Ravello
La ex strada statale 373 di Ravello (SS 373), ora strada regionale 373 ex SS 373 di Ravello (SR 373), è una strada regionale italiana di collegamento tra la costiera amalfitana e il centro abitato di Ravello.

## Percorso
La strada ha inizio in località Castiglione sulla strada statale 163 Amalfitana. La strada costeggia l'altura di Ravello: si sale attraverso tornanti che arrivano fin dietro alla montagna della cittadina. Dopo due serie di tornanti si arriva all'incrocio con Scala e proseguendo lungo la statale si sale per un tratto denominato topograficamente via della Marra e infine si arriva ad una galleria che sottopassa il centro abitato di Ravello per poi immettersi nella SP 1 che si collega alla SP 2 di Chiunzi che collega Maiori e Sant'Egidio del Monte Albino.
Sulla strada è presente, per un paio di chilometri, il senso unico alternato gestito da semafori a causa della ristrettezza della carreggiata. 
La strada, costruita in epoca fascista, ricalca il tracciato della vecchia mulattiera che univa Ravello e Scala con Amalfi e rappresentò fino al dopoguerra l'unico accesso carrabile alle due città.
In seguito al decreto legislativo n. 112 del 1998, dal 17 ottobre 2001 la gestione è passata dall'ANAS alla Regione Campania, che nella stessa data ha ulteriormente devoluto le competenze alla Provincia di Salerno.